# ریچارد بروکس
ریچارد بروکس (به انگلیسی: Richard Brooks) ‏(۱۸ مه ۱۹۱۲–۱۱ مارس ۱۹۹۲) کارگردان، فیلم‌نامه‌نویس، رمان‌نویس و بعضاً تهیه‌کننده آمریکایی بود. او صاحب کارهای شاخصی چون مدرسه اوباش و اراذل، گربه روی شیروانی داغ، در کمال خونسردی، در جستجوی آقای گودبار و المر گنتری در مقام کارگردان می‌باشد که برای آخری برندهٔ جایزه اسکار بهترین فیلم‌نامه اقتباسی شد.

## زندگی‌نامه
او با نام روبن ساکس از پدر و مادری که دارای اصلیتی یهودی-روسی بودند در فیلادلفیا ایالت پنسیلوانیا به دنیا آمد.

## فیلم‌شناسی
- ۱۹۵۰ - بحران
- ۱۹۵۱ - لمس نور
- ۱۹۵۲ - حد مکانی، آمریکا
- ۱۹۵۳ - زمین بلند را انتخاب کنید
- ۱۹۵۴ - آخرین باری که پاریس را دیدم
- ۱۹۵۴ - شعله و گوشت
- ۱۹۵۵ - مدرسه اوباش و اراذل
- ۱۹۵۶ - آخرین شکار
- ۱۹۵۶ - ماجرای مورد علاقه
- ۱۹۵۷ - چیزی باارزش
- ۱۹۵۸ - گربه روی شیروانی داغ
- ۱۹۵۸ - برادران کارامازوف
- ۱۹۶۰ - المر گنتری
- ۱۹۶۲ - پرنده شیرین جوانی
- ۱۹۶۵ - لرد جیم
- ۱۹۶۶ - حرفه‌ای‌ها
- ۱۹۶۷ - در کمال خونسردی
- ۱۹۶۹ - پایان خوش
- ۱۹۷۱ - دلار$
- ۱۹۷۵ - خم به ابرو نیاور
- ۱۹۷۷ - در جستجوی آقای گودبار
- ۱۹۸۲ - اشتباه درست است
- ۱۹۸۵ - زمین تب